# Arnold Orgler
Arnold Orgler (* 2. Dezember 1874 in Posen; † 13. September 1957 in London) war ein deutsch-britischer Kinderarzt.

## Leben und Wirken
Arnold Orgler wurde geboren als Sohn von Julius Orgler (1829–1902), Geheimer Justizrat und Ehrenbürger Posens, und der Ida, geb. Asch. Er war jüdischen Glaubens. Orgler besuchte das Friedrich-Wilhelms-Gymnasium in Posen und studierte Medizin an den Universitäten München, Straßburg und Berlin. 1897 wurde er approbiert und 1898 in Berlin promoviert. Von 1896 bis 1903 arbeitete er als Volontärassistent am Pathologischen Institut der Universität Berlin, danach als Assistent bei Adalbert Czerny an der Universitätskinderklinik in Breslau.
1907 eröffnete er eine Praxis als Kinderarzt in Berlin. Gleichzeitig nahm er eine Tätigkeit am karitativ ausgerichteten Kinderhaus von Hugo Neumann auf, wo er zu einem der ärztlichen Leiter aufstieg. Außerdem leitete er die Kinderheilstätte Borgsdorf des Vereins Berliner Kinderheilstätte. Während des Ersten Weltkriegs war er von 1914 bis 1918 Stabsarzt an der Front und Chefarzt von Kriegslazaretten. 1917 wurde er an der Universität Berlin habilitiert. Ab Dezember 1921 war Orgler ärztlicher Direktor des Städtischen Säuglings- und Mütterheims Neukölln, das er mitplante und 1923 eröffnen konnte. 1924 ernannte ihn die Universität Berlin zum außerordentlichen Professor für Kinderheilkunde, 1928 wurde er in das Beamtenverhältnis übernommen.
Nach der Machtergreifung der Nationalsozialisten wurde ihm am 21. September 1933 auf Grund des „Gesetzes zur Wiederherstellung des Berufsbeamtentums“ wegen „nicht arischer Abstammung“ die Lehrbefugnis entzogen. Als er erfuhr, dass er seine Berufstätigkeit verlieren würde, ließ er sich am 1. Dezember 1933 aus gesundheitlichen Gründen in den Ruhestand versetzen. Sein Nachfolger als Direktor des Säuglings- und Mütterheims Neukölln wurde Hans Opitz. Orgler blieb in Berlin, wo er an der Leibnizstraße 60 wohnte. Ab 1938 arbeitete er auf der Kinderstation des Jüdischen Krankenhauses Berlin und als konsiliarischer Kinderarzt der Jüdischen Gemeinde. Am 30. September 1938 wurde ihm wie sämtlichen jüdischen Ärzten die Approbation entzogen.
Am 1. Juli 1939 emigrierte er nach England und ließ sich in London nieder. Er arbeitete ab 1942 als Assistant Medical Officer beim Medical School Service im Londoner Vorort Bromley, Grafschaft Kent. 1947 erhielt er die britische Staatsangehörigkeit. 1952 trat er in den Ruhestand.
Orglers wissenschaftliche Fachgebiete waren die Stoffwechselstörungen, insbesondere die Rachitis, die Säuglingsernährung und die Zwillingsforschung.
Arnold Orgler war seit 1911  verheiratet mit Hertha Orgler, geb. Bernstein (1890–1979). Hertha Orgler veröffentlichte 1956 eine Biographie über den Individualpsychologen Alfred Adler. Sie hatten zwei Söhne: Kurt und Helmut. Arnold Orgler war Träger des Eisernen Kreuzes 2. Klasse und der Roten-Kreuz-Medaille 3. Klasse.

## Schriften (Auswahl)
- Zur Physiologie der Nebennieren. Ebering, Berlin 1898 (Dissertation).
- Der Eiweißstoffwechsel des Säuglings. In: Ergebnisse der Inneren Medizin und Kinderheilkunde. Bd. 2 (1908), S. 464–520, doi:10.1007/978-3-642-90633-6_12.
- Der Kalkstoffwechsel des gesunden und des rachitischen Kindes. In: Ergebnisse der Inneren Medizin und Kinderheilkunde. Bd. 8 (1912), S. 142–182, doi:10.1007/978-3-642-90629-9_4.
- Ueber die Ernährungsstörungen des Säuglings. Fischers Medizinische Buchhandlung, Berlin 1924.
- Observations on identical twins. In: Annales Paediatrici. Bd. 172 (1949), H. 5/6, S. 375 f., PMID 18151669.